# Арто-Чентонара (Вербано-Кузио-Осола)
Арто-Чентонара је насеље у Италији у округу Вербано-Кузио-Осола, региону Пијемонт.
Према процени из 2011. у насељу је живело 210 становника. Насеље се налази на надморској висини од 532 м.